# Hededet
Hededet ist eine Skorpiongöttin in der ägyptischen Mythologie. Sie ist eine Vereinigung der Schutzgöttin Selket und der Muttergöttin Isis und wird daher sowohl als Schutz- als auch als Muttergottheit verehrt.
Hededet wird mit einem weiblichen Oberkörper und dem Unterkörper eines Skorpions dargestellt.   